# Biskupice (Olomouc)
Biskupice é uma comuna checa localizada na região de Olomouc, distrito de Prostějov.